# Ambohibary
Ambohibary est une commune rurale malgache, située dans la partie centrale de la région de Vakinankaratra.Il est entouré de rizières. 